# William Fisk Harrah
William Fisk Harrah (* 2. September 1911 in South Pasadena, Kalifornien; † 30. Juni 1978 in Rochester, Minnesota) war ein US-amerikanischer Unternehmer und Gründer der Harrah’s Entertainment Inc. (heute Caesars Entertainment Corp.).

## Herkunft und frühe Jahre
William Fisk Harrah wurde am 2. September 1911 als jüngstes zweier Kinder von John Garrett Harrah († 1969) und dessen Ehefrau Amanda Vaughan (geb. Fisk, † 1941) im kalifornischen South Pasadena geboren. Väterlicherseits gehen die Wurzeln der Familie auf nordirische Immigranten zurück, die nach der Niederlassung in Lancaster County in Pennsylvania im Jahr 1748  den Familiennamen O‘Hara in Harra und mit der Zeit schließlich in Harrah geändert haben. Die Harrahs zogen 1920 in die damals noch selbstständige Stadt Venice, wo der Vater als Rechtsanwalt in der Kanzlei Harrah, Lewis and Blodgett und für mehrere Jahre als Bürgermeister tätig war. William F. Harrah besuchte die Venice Junior Highschool und die Hollywood Highschool und studierte Maschinenbau an der University of California, wo er der Studentenverbindung Phi Delta Theta beitrat. Aufgrund studentischer Fehlleistungen seinerseits und finanzieller Schwierigkeiten seiner Familie während der Großen Depression gab er das Studium 1932 bereits im ersten Jahr wieder auf.

## Erste Schritte im Glücksspielgeschäft
Vor der Großen Depression investierte William Harrahs Vater in Immobilien, deren Finanzierungsschulden ihre Werte nun jedoch teilweise deutlich überstiegen. Aus wirtschaftlicher Not heraus übernahm John Garrett Harrah den Bingo-Salon Reno Game nahe des Venice Piers am Ocean Front Walk, benannte ihn in Circle Game um und bot eine modifizierte Version des Spiels an, bei der die Spieler in einem Stuhlkreis saßen und versuchten, einen Ball über eine Rutsche so rollen zu lassen, dass er in der Mitte auf die Karte trifft, die identisch mit der vom Spieler zuvor gekauften Karte war. Obwohl die Bewegungen der Kugel kaum zu kontrollieren waren, galt diese Version nicht als illegales Glücks-, sondern als legales Geschicklichkeitsspiel. William Harrah arbeitete im Betrieb seines Vaters und erwarb das Geschäft schließlich 1932 für 500 Dollar. Er betrieb es die folgenden Jahre mit einigem Erfolg, wurde jedoch regelmäßig von behördlich angeordneten Schließungen beeinträchtigt.

## Etablierung in Reno

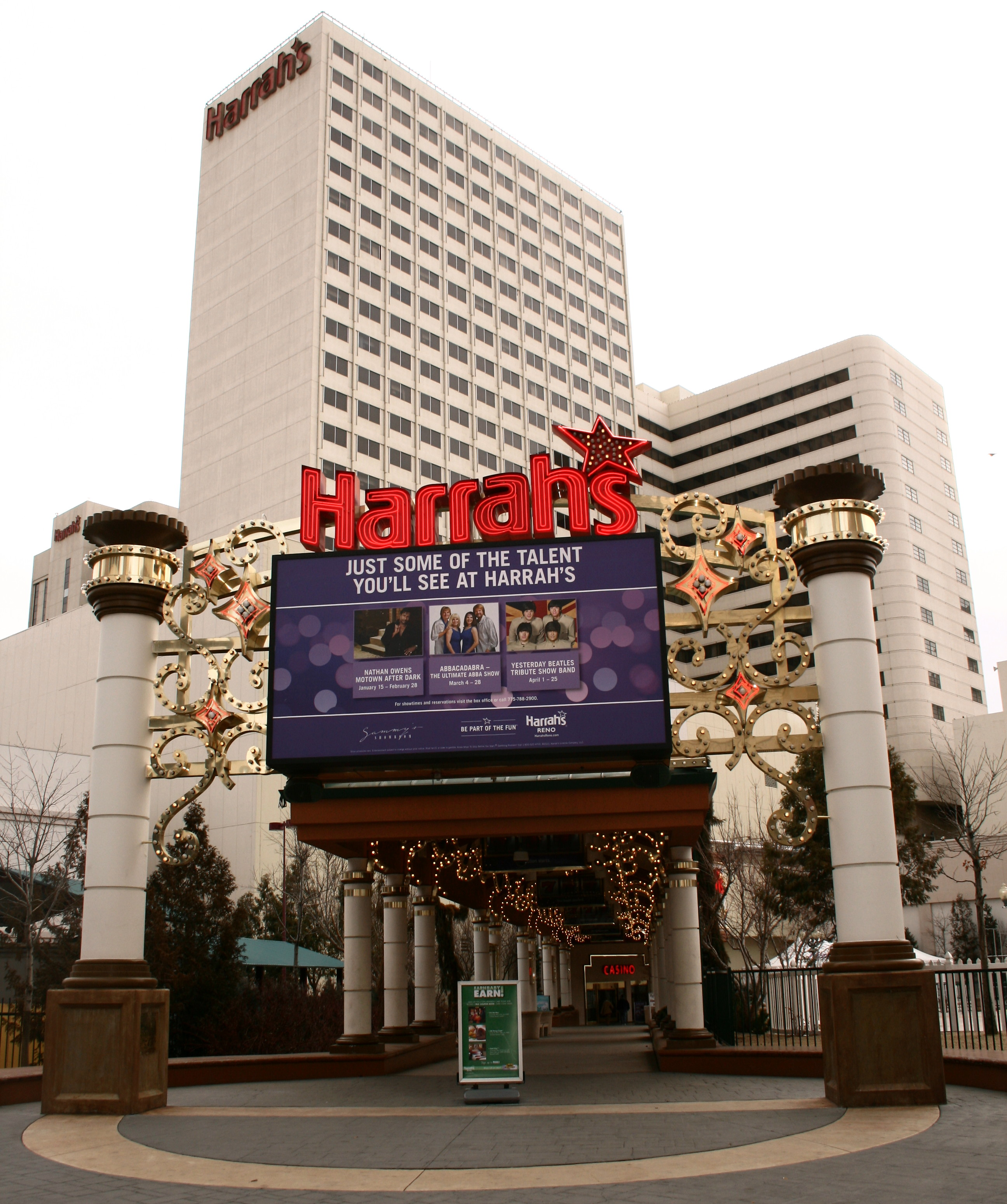
Harrah's Hotel und Casino in Reno

Den laufenden juristischen Auseinandersetzungen mit den Behörden in Venice ausweichend öffnete Harrah im Jahr 1937 einen Bingo-Salon in Reno, Nevada. Aufgrund der ungünstigen Lage in der Stadt und des daraus resultierenden Mangels an Kundschaft musste er den Salon jedoch bereits nach zwei Monaten wieder schließen. Im folgenden Jahr eröffnete er mit dem Tango Plaza einen weiteren Bingo-Salon in der Commercial Row, der ebenfalls kurz darauf geschlossen wurde, als Harrah das in den hinteren Räumlichkeiten des Bekleidungsgeschäftes Murray Jacob’s Clothing Store befindliche Heart Tango von Ed Howe für 3000 Dollar kaufte. Er betrieb die an der Virginia Street zentral und in Nachbarschaft des bereits bestehenden Glücksspieletablissements Harolds Club gelegene Einrichtung fortan unter dem Namen Blackout. Nach weiteren Übernahmen und Anmietungen in und um die Virginia Street in den folgenden Jahren eröffnete Harrah 1946 schließlich sein erstes mit 40 Spielautomaten, sechs Black Jack–Tischen und weiteren Spielgelegenheiten umfangreich ausgestattetes Casino. Ein zugehöriges Hotel eröffnete 1969.

## Expansion außerhalb Renos
Von seinem Buchmacher Maurice Sheppard ließ sich Harrah entgegen der üblichen Praxis, welche die Abgabe monatlicher Geschäftsberichte vorsah, täglich eine Gewinn- und Verlustrechnung des Casinos vorlegen, was sich für den Betrieb als erfolgsfördernd erwies.  Weiterhin unterstützt durch die Unternehmensberater McKinsey & Company konnten die Geschäftszahlen stetig auf einem hohen Niveau gehalten werden, was es dem Unternehmen schließlich erlaubte, zu expandieren. 1955 wurde George’s Gateway Club am südlichen Ufer des Lake Tahoe übernommen, zwei Jahre später der nahe gelegenen Stateline Club sowie die angrenzenden Betriebe Main Entrance und Nevada Club. 1959 wurde der Lake Club (vormals George’s Gateway Club) wieder veräußert und die verbliebenen drei Einrichtungen als das vollausgestattete Casino Harrah’s Lake Tahoe eröffnet, wohin täglich bis zu 59 von Harrah gecharterte Greyhound-Busse Gäste aus der San Francisco Bay Area kostenlos brachten. 1973 wurde zusätzlich ein Hotel am Lake Tahoe eröffnet, im selben Jahr in dem William Harrah das Holiday Casino auf dem Las Vegas Strip übernahm und damit der erste Unternehmer wurde, der Casinos in Reno, am Lake Tahoe und in Las Vegas gleichzeitig betrieb.

## Einfluss
William F. Harrah führte seine Casinos als moderne und seriöse Betriebe, beanspruchte die Hilfe professioneller Unternehmensberater und war 1972 der erste Geschäftsmann seiner Branche, dessen Unternehmen an der New Yorker Börse gelistet wurde. Insgesamt hatte Harrah maßgeblichen Einfluss auf die veränderte Wahrnehmung der Glücksspielbranche in den Vereinigten Staaten, die zuvor eher eine gesellschaftliche Randlage einnahm und fortan weitestgehend als regulärer Teil der Wirtschaft akzeptiert wurde.

## Harrah Collection

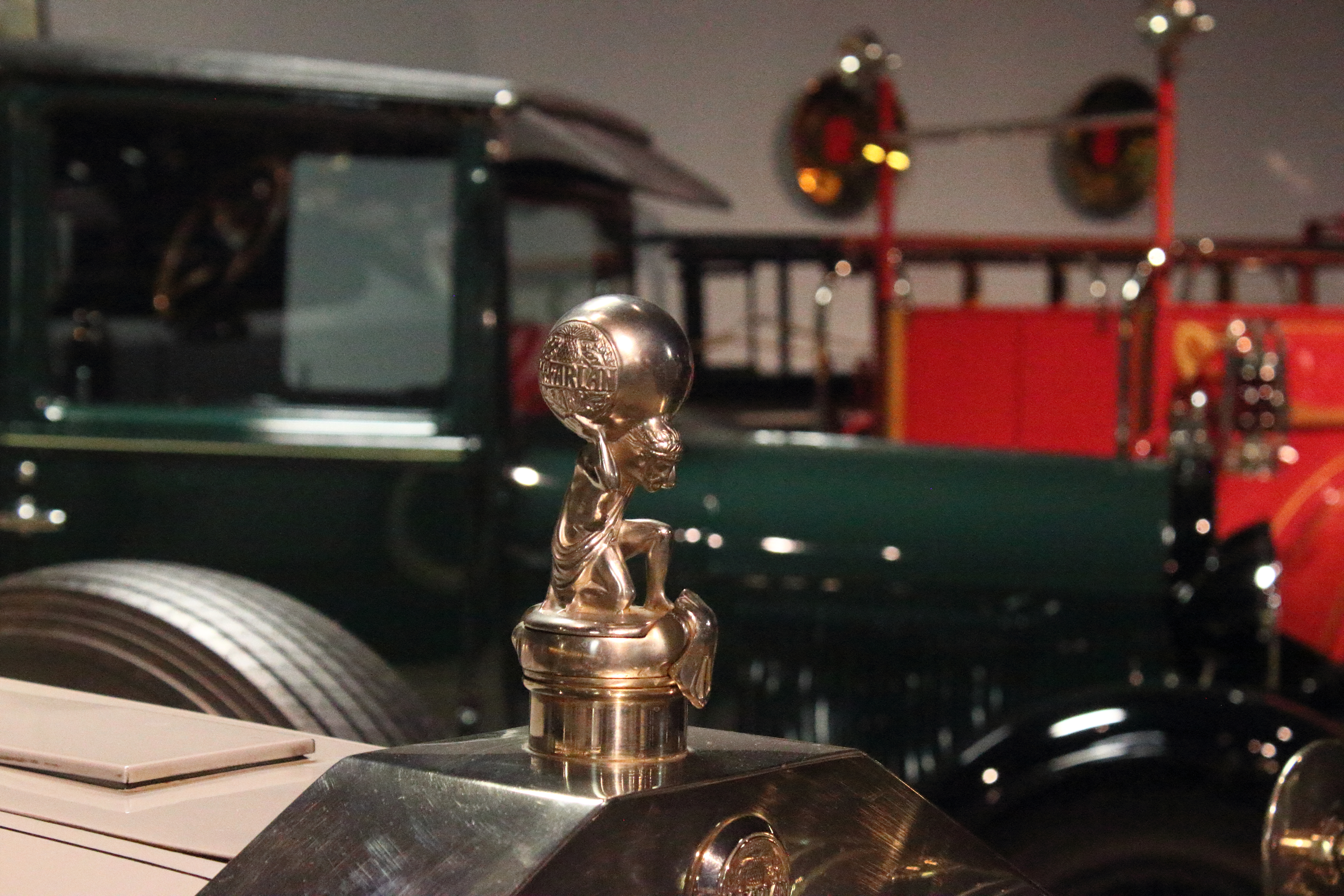
Fahrzeuge der Harrah Collection im National Automobile Museum in Reno

Der bereits früh an Automobilen interessierte William Harrah war Besitzer einer der bedeutsamsten privaten Fahrzeugsammlungen der Welt. Die Harrah Collection in Sparks beherbergte bis zu seinem Tod über 1400 Fahrzeuge, hauptsächlich US-amerikanische Oldtimer. Die als private Sammlung begonnene Kollektion wuchs schnell zu beachtlicher Größe heran, so dass schließlich mehrere Lagerhallen angemietet wurden, wo die Fahrzeuge der Öffentlichkeit präsentiert wurden. Ein regelmäßig verkehrender Shuttle-Service brachte Gäste des Hotels im benachbarten Reno zur Ausstellung und zurück. Aus der umfangreichen Automobilsammlung ging nach dem Tod Harrahs das bis heute bestehende National Automobile Museum hervor.

## Persönliches
William Harrahs Privatleben war in den 1940er und frühen 1950er Jahren von Alkoholmissbrauch geprägt. Unter Alkoholeinfluss war er selbstverschuldet 1942 und 1952 in schwere Verkehrsunfälle verwickelt, wovon ihm letzterer die Ehe kostete, bevor er im selben Jahr begann, auf Alkohol und Tabak weitestgehend zu verzichten.
Harrah war insgesamt siebenmal verheiratet. Von 1940 bis 1948 war er mit Thelma Batchelor († 1999), von 1948 bis 1953 sowie von 1954 bis 1969 mit Scherry Sherry Teague († 2000) verheiratet. 1969 heiratete Harrah die Sängerin Bobbie Gentry, von der er im folgenden Jahr wieder geschieden wurde. Die 1971 geschlossene Ehe zwischen Harrah und Mary May Burger hielt ebenfalls nur bis zum Folgejahr. Von 1971 bis 1973 war er mit Roxana Darlene Carlson und ab 1974 bis zu seinem Tod mit der Filmproduzentin Verna Rae Harrison († 2012) verheiratet. Mit Scherry Teague adoptierte Harrah zwei Söhne, John Adam und Tony Lee Harrah.
Aus einer Beziehung mit Marvel Ailene Thomson ging 1953 sein einziges leibliches Kind, Jeanie Eilene Sexton Harrah († 2021), hervor.

## Tod
William F. Harrah starb am 30. Juni 1978 nach einer nicht erfolgreich verlaufenen Herzoperation in der Mayo Clinic in Rochester, Minnesota. Bereits sechs Jahre zuvor war er in der Klinik wegen eines Aneurysmas operiert worden. Er ist auf dem Haley Cemetery in Blaine County, Idaho, begraben. Der Musiker John Denver sang auf seiner Beerdigung.

## Sonstiges
- Nach Harrah ist das William F. Harrah College of Hospitality an der University of Nevada, Las Vegas benannt.[33]
- Der Name Harrah‘s wird weiterhin als Markenname innerhalb des Caesars Entertainment–Konzerns verwendet, welcher die Casinos nach dem Tod William Harrahs erworben hat.